# Věž Filipa Dobrého
Věž Filipa Dobrého (francouzsky Tour Philippe le Bon) je 46 metrů vysoká věž v metropoli francouzského departmentu Côte-d'Or Dijonu, kterou nechal v polovině 15. století v renesančním slohu vybudovat burgundský vévoda Filip III. řečený Filip Dobrý. Jedná se o součást bývalého paláce burgundských vévodů, který je v majetku města Dijonu. Věž slouží jako vyhlídková terasa.

## Popis
Věž o výšce 46 metrů a šesti podlažích vytvořil v letech 1450–1460 architekt Jean Poncelet na příkaz burgundského vévody Filipa III. Na místě bývalé věže z 12. století zvané Brancion, která sama byla vystavěna na místě starší věže tábora z galo-římského období. Ve věži je točité schodiště se 316 schody, které sloužilo k propojení pater vévodského paláce.